# Liste der Stolpersteine in Hamburg-Lokstedt
Die Liste der Stolpersteine in Hamburg-Lokstedt enthält alle Stolpersteine, die im Rahmen des gleichnamigen Kunst-Projekts von Gunter Demnig in Hamburg-Lokstedt verlegt wurden. Mit ihnen soll Opfern des Nationalsozialismus gedacht werden, die in Hamburg-Lokstedt lebten und wirkten.
Diese Seite ist Teil der Liste der Stolpersteine in Hamburg, da diese mit insgesamt 7139 (Stand: März 2025) Steinen zu groß würde und deshalb je Stadtteil, in dem Steine verlegt wurden, eine eigene Seite angelegt wurde.
| Adresse            | Person(en)                 | Inschrift | Bilder                                | Anmerkung                                                                                         |
| ------------------ | -------------------------- | --- | ------------------------------------- | ------------------------------------------------------------------------------------------------- |
| Brunsberg 9 ·      | Bella Josias geb. Lippmann | Hier wohnte Bella Josias geb. Lippmann Jg. 1878 deportiert 1941 Łodz ermordet 5.7.1942                                                   | Stolperstein für Bella Josias         | Eintrag auf stolpersteine-hamburg.de                                                              |
| Brunsberg 9 ·      | Lipmann (Leo) Josias       | Hier wohnte Lipmann (Leo) Josias Jg. 1883 deportiert 1941 Łodz ???                                                                       | Stolperstein für Lipmann (Leo) Josias | Eintrag auf stolpersteine-hamburg.de                                                              |
| Brunsberg 9 ·      | Alfred Rinteln             | Hier wohnte Dr. Alfred Rinteln Jg. 1891 1938 KZ Fuhlsbüttel deportiert 1941 Łodz ermordet 20 6 1942                                      | Stolperstein für Alfred Rinteln       | Eintrag auf stolpersteine-hamburg.de Ein weiterer Stolperstein befindet sich in Hamburg-Neustadt. |
| Brunsberg 9 ·      | Rahel Rinteln geb. Cohn    | Hier wohnte Rahel Rinteln geb. Cohn Jg. 1895 deportiert 1941 Łodz ermordet 21.5.1944                                                     | Stolperstein für Rahel Rinteln        | Eintrag auf stolpersteine-hamburg.de                                                              |
| Butenfeld 14 ·     | Matias Plesch              | Hier wohnte Dr. Matias Plesch Jg. 1877 verhaftet 1935 Gestapoverhör tot an den Folgen 30.4.1936                                          | Stolperstein für Matias Plesch        | Eintrag auf stolpersteine-hamburg.de                                                              |
| Clematisweg 1 ·    | Talja Kontschewskaja       | Hier interniert Zwangsarbeiterlager Clematisweg ‚Weitblick‘ Talja Kontschewskaja geb. 22.1.1945 ermordet 15.3.1945                       | Stolperstein für Talja Kontschewskaja | Eintrag auf stolpersteine-hamburg.de                                                              |
| Höxterstraße 14 ·  | Heinrich Otto Hesse        | Hier wohnte Heinrich Otto Hesse Jg. 1873 gedemütigt/entrechtet Flucht in den Tod 4.12.1939                                               |                                       | Eintrag auf stolpersteine-hamburg.de                                                              |
| Münsterstraße 10 · | Johann Schmitz             | Hier wohnte Johann Schmitz Jg. 1904 mehrmals verhaftet zuletzt 1942 KZ Fuhlsbüttel Emslandlager Neuengamme ertrunken 3.5.1945 Cap Arcona | Stolperstein für Johann Schmitz       | Eintrag auf stolpersteine-hamburg.de                                                              |
| Siemersplatz 4 ·   | Jane Schüler geb. Hess     | Hier wohnte Jane Schüler geb. Hess Jg. 1874 deportiert 1943 Theresienstadt 1944 Auschwitz ermordet                                       | Stolperstein für Jane Schüler         | Eintrag auf stolpersteine-hamburg.de                                                              |
| Siemersplatz 4 ·   | Walter Schüler             | Hier wohnte Dr. Walter Schüler Jg. 1899 deportiert 1943 Auschwitz ermordet 29.4.1945 Mauthausen/Ebensee                                  | Stolperstein für Walter Schüler       | Eintrag auf stolpersteine-hamburg.de                                                              |